# Angrapa
L'Angrapa (en russe : Анграпа, en allemand : Angerapp, en polonais : Węgorapa) est une rivière qui coule dans le nord-est de la Pologne et en Russie (dans l'oblast de Kaliningrad). C'est l'affluent principal de la Pregolia.

## Géographie
L'Angrapa naît dans la voïvodie polonaise de Varmie-Masurie et prend progressivement la direction du nord. Elle franchit la frontière russo-polonaise et, toujours orientée vers le nord, se dirige vers la ville de Tcherniakhovsk. Là, elle conflue avec la rivière Instroutch venue du nord-est, pour donner naissance à la Pregolia.
L'Angrapa constitue en fait le cours supérieur de la Pregolia. Sa longueur est de 172 kilomètres, dont 120 en Russie. Son bassin versant s'étend sur 3,639 km2.

## Étymologie
Le nom russe Angrapa dérive du nom allemand Angerapp, lequel à son tour provient de deux mots du langage balte vieux-prussien apparenté au lituanien d'aujourd'hui :  anguris qui veut dire « anguille » et apis qui signifie « rivière ». Le nom de l'Angrapa signifie donc « rivière des anguilles ». 

## Villes traversées
- Oziorsk, ville russe de l'oblast de Kaliningrad.

## Hydrométrie - Les débits mensuels à Berestovo
Le débit de l'Angrapa a été observé pendant 71 ans (entre 1901 et 1985) à Berestovo, localité située à une trentaine de kilomètres de sa confluence avec l'Instroutch .    
Le débit inter annuel moyen ou module observé à Berestovo sur cette période était de 14,5 m3/s pour une surface de drainage de 2 460 km2, soit 68 % du bassin versant de la rivière qui en compte 3 639. La lame d'eau écoulée dans ce bassin versant se monte ainsi à 186 millimètres par an, ce qui est modéré et correspond aux mesures effectuées sur les autres cours d'eau de la région.
Le débit moyen mensuel observé en juillet (minimum d'étiage) est de 8,56 m3/s, soit plus du tiers du débit moyen maximal de l'année enregistré en avril (24,7 m3/s), ce qui souligne l'amplitude très modérée des variations saisonnières. À titre de comparaison ce coefficient n'est que de 18 % pour la Seine à Paris. Sur la durée d'observation de 71 ans, le débit mensuel minimal a été de 2,04 m3/s en septembre 1955, tandis que le débit mensuel maximal s'élevait à 73,7 m3/s en avril 1970.    
Dans Río Horcones : 